# Gábor Csupó
Gábor Csupó ( /ˌɡɑːbɔːr ˈtʃuːpoʊ/ GAH-bor-_-CHOO-poh, húngaro: [ˈꞬaːbor ˈtʃupoː]; Budapeste, 29 de setembro de 1952) é um animador, escritor, diretor, produtor e designer gráfico húngaro-americano. Ele é o co-fundador do estúdio de animação Klasky Csupo, que produziu programas como Rugrats, Duckman, Stressed Eric e Aaahh! ! ! Real Monsters .

## Nascimento
Gábor nasceu em Budapeste, na Hungria, em 1952, filho de pais judeus.

## Carreira
Após quatro anos trabalhando no estúdio de animação Pannónia Filmstúdió, Gábor se mudou para o Ocidente em 1975. Enquanto trabalhava na Suécia, ele conheceu Arlene Klasky, uma animadora nascida nos Estados Unidos. Posteriormente, os dois criaram sua própria empresa, a Klasky Csupo, que produziu muitos desenhos animados para a televisão.
Antes de fundar a Klasky Csupo, ele se mudou para os Estados Unidos no final dos anos 1970 e começou a trabalhar como animador do estúdio Hanna-Barbera em desenhos como Casper and the Angels, Scooby e Scrappy-Doo e The World Greatest Super Friends .
O estúdio Klasky Csupo animou os curtas-metragens dos Simpsons que apareceram no The Tracey Ullman Show (1987-1989) e continuou seu papel na adaptação de meia hora dos personagens, intitulada Os Simpsons, em suas três primeiras temporadas (1989-1992). Gábor foi creditado como "produtor executivo de animação" e "diretor supervisor de animação". O animador e colorista Klasky Csupo Gyorgyi Peluce fez a concepção da ideia dos personagens Simpsons com pele amarela, e Marge Simpson com cabelo azul, optando por algo que "era diferente do que havia antes". Gábor gostou da ideia, embora muitos dos produtores do programa da produtora Gracie Filmes tivessem desaprovado. Ele observou o que "todo mundo dizia: 'Você não pode ter pessoas com pele amarela', e ele disse: 'Por que não?'" O estúdio  convenceu com sucesso os produtores e o criador do programa Matt Groening a aprovar as cores. Groening gostou da ideia, mesmo sabendo que as tentativas de recriar um tom de pele humano em desenhos animados sempre pareceram "bizarras". Groening disse sobre Gábor e Klasky: "O que adoro neles é que suas coisas bastante diferentes dos outros". O design do personagem dos Simpsons, Dr. Nick Riviera, se baseou um pouco em Gábor. Os animadores do programa erroneamente acreditaram que o dublador do personagem, Hank Azaria, estava personificando Gábor, mas Azaria disse que a voz era na verdade uma "má" imitação de Ricky Ricardo, de I Love Lucy.
Em 1992, a Gracie Films transferiu a produção nacional de Os Simpsons para a Film Roman. Gábor foi "questionado pela produtora se poderiam trazer seu próprio produtor", mas recusou, afirmando que "queriam me ensinar a administrar meu negócio". Sharon Bernstein, do The Los Angeles Times, escreveu que "os executivos da Gracie se sentiram insatisfeitos com o produtor que Gábor escolheu para Os Simpsons e disseram que a empresa também esperava obter melhores salários e condições de trabalho para os animadores da Film Roman". "A declaração de Gracie ao jornal foi considerada falsa, já que sua ação foi por vingança e nada mais. Todos os meus funcionários recebiam um salário melhor do que em qualquer outro lugar do setor, e meu produtor fez um excelente trabalho. Defendi minha produtora (Sherry Gunther) porque a única coisa que ela fez foi pedir à Fox TV o pagamento de todas as alterações da Gracie Films após a aprovação de todos os aspectos da produção. A Gracie Filmes não gostou que seus erros fossem revelados à rede e exigissem a demissão de um inocente produtor trabalhador ”, afirma Gábor. "Claro que me recusei a fazer isso!" Das 110 pessoas que contratou para trabalhar em Os Simpsons, ele demitiu 75. No mesmo ano, a Klasky Csupo passou a produzir outros programas para a Viacom / Nickelodeon e a USA Network e contratou quase todos os profissionais demitidos de volta, além de 500 outros. Programas, curtas-metragens e filmes produzidos, incluindo Threat Tecnológico, Rugrats, Duckman, The Wild Thornberrys, Rocket Power, As Told By Ginger, All Grown Up!, Santo Bugito, Stressed Eric, Alexander and the Terrible, Horrible, No Good, Very Bad Day, Immigrants, Recycle Rex, The Wacky Adventures of Ronald McDonald, What's Inside Heidi's Head?, Edith Ann: A Few Pieces of the Puzzle e Aaahh! ! ! Real Monsters. Sua empresa, Klasky Csupo, também produziu vários filmes para a televisão e 4 longas-metragens de animação para a Paramount Pictures: The Rugrats Movie, Rugrats in Paris, Rugrats Go Wild e The Wild Thornberrys Movie. The Rugrats Movie se tornou o primeiro filme de animação não produzido pela Disney no mundo a arrecadar mais de US$ 100 milhões de bilheteria nacional.
Sua gravadora, Tone Casualties, fundada em 1994, lançou vários lançamentos de música industrial, de ruído, ambiente e experimental, como os discos de Holger Czukay, Drew Neumann, Paul Schütze, Kuroi Mori, Borut Kržišnik, András Wahorn, Controlled Bleeding e também suas próprias obras (às vezes sob o pseudônimo de "Opus Crobag").
Ele também dirigiu três filmes de ação fora da Klasky Csupo: Bridge to Terabithia, da Walt Disney Pictures e Walden Media, The Secret of Moonacre, da Warner Bros. e Lionsgate, e a comédia musical Pappa Pia, da Zene Nelkul KFT, na Hungria.

## Discografia
- 1993 - "Allegro Absurdito" (Accidental Orchestra, Tone Casualties)
- 1994  - "Zombient Music" (Tone Casualties)
- 1996  - "Os sons desconstruídos de Karen Han - Industrium Post Mortem: China" (Tone Casualties)
- 1996  - "The Lighter Side of Dark: A Compilation of Tone Casualties Releases" (Tone Casualties)
- 1997  - "Colon" (Accidental Orchestra, Tone Casualties)
- 2001  - "Liquid Fire" (Tone Casualties)
- 2002  - "Kalmopyrin" (Tone Casualties)
- 2005  - "Wrong Planet" (como a viagem de campo de Gábor Csupó, Tone Casualties)
- 2007  - "Pillowtron" (Tone Casualties)
- 2009  - "Stolen Songs from Mars" (Tone Casualties)
- 2010  - "Terrain" (como Fieldtrip de Gábor Csupó, Tone Casualties)
- 2010  - "Ghosts of Cairo" (como FieldTRIP de Gábor Csupó, Tone Casualties)
- 2013  - "Pretty Damn Pretty" (Tone Casualties)
- 2013  - "Beyond" (Tone Casualties)
- 2014  - "Why Cry When You Can Fly" (como a viagem de campo de Gábor Csupó, Tone Casualties)
- 2015  - "Erupções Flamboyant" (Tone Casualties)
- 2017  - "Splendid" (Grand Allure Entertainment)
- 2018  - "Necesito Tu Amor" (Grand Allure Entertainment)
- 2018  - "Holly Molly" (Grand Allure Entertainment)
- 2018  - "Kingdom of Disturb" -Nostalghia Remix (Grand Allure Entertainment)

## Vida pessoal
Gábor tem seis filhos (sendo dois deles de sua sócia e ex-mulher, Arlene Klasky).
Gábor é um fã assumido do cantor Frank Zappa e atribui a ele por ajudá-lo a aprender a língua inglesa. Sua coleção de álbuns de Zappa foi o único item que levou consigo quando fugiu da Hungria na década de 1970. Quando ele trabalhou em Os Simpsons, ele e Matt Groening, que também é fã de Zappa, tentaram sem sucesso persuadir os produtores da série a usar a música do cantor no programa. No entanto, ele teve sucesso em garantir os direitos da música de Zappa para Duckman e sua primeira temporada continha canções de toda a carreira do músico, incluindo "Peaches en Regalia" e " Take Your Clothes Off When You Dance ". Mais tarde, Gábor foi convidado para criar a arte da capa da compilação de raridades de Zappa, The Lost Episodes, lançada em CD em 1996.
No início de 2006, Gábor comprou uma casa em Honolulu, em Oahu, no Havaí.